# Liste der Herrscher Thüringens

## Reich der Thüringer
- um 500 Bisinus
- 510–529 (?) Baderich von Thüringen
- 510–529 (?) Berthachar
- 510–534 Herminafried (nach Gregor von Tour in Zülpich ermordet)

Nach 534 gilt das Reich der Thüringer als zerschlagen und zumindest bis zur Saale zum Frankenreich der Merowinger gehörig.

## Fränkische Markherzöge
- 634–nach 642 Radulf
- 642–687 Heden I.
- 687–689 Gosbert
- 689–717 Heden II.

Radulf wurde vom merowingischen König des Frankenreichs Dagobert als Dux für Thüringen eingesetzt. Das Dukat Hedens II. endete 717. In der Folge begannen die Karolinger Thüringen stärker in das Fränkische Reich einzubinden (Grafschaftsverfassung).

## Fränkische Markgrafen
Um 788 wird eine Thüringische Mark ("ducatus Thoringiae cum marchis suis") gegen die Sorben durch Karl den Großen gegründet.
- 849–873 Thakulf (873 "comes et dux Sorabici limitis")
- 874–880 Ratolf (wohl aus der Familie der fränkischen Babenberger)
- 880–892 Poppo ("dux Thuringorum", abgesetzt) (fränkische Babenberger)
- 892–892 Konrad (Konradiner)
- 892–908 Burchard ("dux" und "marchio Thuringorum")

## Thüringische Markgrafen derMark Meißen
- 1000–1002 Ekkehard I.
- 1002–1003 Wilhelm II. von Weimar
- 1046–1062 Wilhelm IV. von Weimar, Pfalzgraf von Sachsen
- 1062–1067 Otto I. von Weimar-Orlamünde

Siehe auch: Liste der Markgrafen von Meißen
- (Hermann I. oder Hermann II. von Winzenburg)?

## Landgrafen von Thüringen
→ Hauptartikel: Landgrafschaft Thüringen
Die Ernennung eines Landgrafen in Thüringen durch König Lothar sollte eine übergräfliche Instanz in Thüringen schaffen. Der Landgraf saß insbesondere im Auftrag des Königs dem Landgericht vor und sollte den Landfrieden sichern.

### Ludowinger
- 1131–1140 Ludwig I.
- 1140–1172 Ludwig II. der Eiserne
- 1172–1190 Ludwig III. der Fromme
- 1190–1217 Hermann I.
- 1217–1227 Ludwig IV. der Heilige
- 1227–1241 Hermann II.
- 1241–1247 Heinrich Raspe IV.

### Wettiner
- 1247–1265 Heinrich der Erlauchte
- 1265–1294 Albrecht der Entartete

### Haus Nassau
- 1294–1298 Adolf von Nassau

### Wettiner
- 1298–1307 Dietrich
- 1298–1323 Friedrich I. der Freidige
- 1323–1349 Friedrich II. der Ernsthafte
- 1349–1381 Friedrich III. der Strenge
- 1349–1382 Wilhelm I. der Einäugige
- 1349–1406 Balthasar
- 1406–1440 Friedrich IV. der Jüngere
- 1440–1445 Friedrich V. der Sanftmütige
- 1445–1482 Wilhelm III. der Tapfere
- 1482–1485 Albrecht der Beherzte
- 1482–1486 Ernst

## Ernestiner
Mit der Leipziger Teilung 1485 durch Ernst und Albrecht stellte die Landgrafschaft Thüringen kein einheitliches politisches Territorium mehr dar. Während Ernst die südlichen Teile erhielt und in Thüringen das führende Adelsgeschlecht stellte, erhielt Albrecht den nördlichen Teil entlang der Unstrut (Thüringer Kreis). Letzterer fiel ebenso wie das thüringische Kurmainz' 1815 im Wesentlichen an Preussen sowie Sachsen-Weimar-Eisenach.
- 1486–1525 Friedrich III. der Weise
- 1525–1532 Johann der Beständige
- 1532–1547 Johann Friedrich I. der Großmütige
- 1542–1553 Johann Ernst
- 1554–1566 Johann Friedrich II. der Mittlere
- 1554–1572 Johann Wilhelm

1572 begannen die Ernestiner mit Erbteilungen. Sie blieben in Thüringen das vorherrschende Adelsgeschlecht, allerdings regierten sie keinen einheitlichen Staat mehr, sondern eine Vielzahl von kleinen Herzogtümern, die sogenannten Sächsischen Herzogtümer. Der Vorsitzende der Ernestiner war in den folgenden Jahrhunderten bis zum Ende der Monarchie 1918 immer der Herzog/Großherzog von Weimar (da dies die älteste Linie der Ernestiner und damit des Hauses Wettin war), siehe hierzu Herzöge von Sachsen-Weimar.